# Palicourea tunjaensis
Palicourea tunjaensis är en måreväxtart som beskrevs av Charlotte M. Taylor. Palicourea tunjaensis ingår i släktet Palicourea och familjen måreväxter.
Artens utbredningsområde är Colombia. Inga underarter finns listade i Catalogue of Life.